# 1964年メキシコグランプリ
1964年メキシコグランプリ (III Gran Premio de Mexico) は、1964年F1世界選手権の第10戦として、1964年10月25日にエルマノス・ロドリゲス・サーキットで開催された。

## レース概要
それはおそらく、F1世界選手権の歴史の中で最も劇的なフィナーレと言えるであろう。ポイントは上位6名に 9-6-4-3-2-1 が与えられた。最終戦までに3名のドライバーにタイトル獲得の可能性が残された：グラハム・ヒル（BRM）39ポイント、ジョン・サーティース（フェラーリ）34ポイント、ジム・クラーク（ロータス-クライマックス）30ポイント。クラークがタイトルを獲得するためにはレースに勝利し、サーティースが3位以下、ヒルが4位以下にならなければならなかった。サーティースがタイトルを獲得するためには優勝するか、2位でヒルが4位以下にならなければならなかった。
レースはクラークがポールポジションからスタートし、ブラバム-クライマックスのダン・ガーニーが後に続いた。（ガーニーはフランスで優勝、ベルギーで6位に入り、10ポイントで最終戦に臨んだ。）ヒルと、サーティースのチームメイトであるロレンツォ・バンディーニが3位を争い、そこから遅れてサーティースが5位を走り、彼にはタイトル獲得の望みが無いように思われた。バンディーニはスピンを喫し、順位を下げた。その後ヒルの車は排気管に異常を生じ、パワーを失った。タイトルはクラークの手中に入るかと思われた。順位がこのままであるならば、クラークは4勝を挙げてヒルと39ポイントで並ぶが、ヒルは2勝のためクラークがタイトルを獲得する。しかしながら64周目にクラークのエンジンは停止し、順位はガーニー-バンディーニ-サーティースの順となった。これでヒルがタイトルを獲得するかと思われた。レースはガーニーが優勝したが、フェラーリのマネージャーはサーティースにタイトルを獲得させるため、バンディーニに対してスローダウンしてサーティースを先に行かせるよう必死にサインを出した。バンディーニは律儀にこの指令に従い、サーティースは2位でフィニッシュ、ベスト6戦で39ポイントのヒルを1ポイント上回り、サーティースがタイトルを獲得した。

## エントリーリスト
| チーム                                       | No. | ドライバー               | コンストラクター | シャシー | エンジン              | タイヤ |
| -------------------------------------------- | --- | ------------------------ | ---------------- | -------- | --------------------- | ------ |
| チーム・ロータス                             | 01  | ジム・クラーク           | ロータス         | 25       | クライマックス 1.5 V8 | D      |
| チーム・ロータス                             | 01  | ジム・クラーク           | ロータス         | 33       | クライマックス 1.5 V8 | D      |
| チーム・ロータス                             | 01  | マイク・スペンス         | ロータス         | 33       | クライマックス 1.5 V8 | D      |
| チーム・ロータス                             | 02  | ジム・クラーク           | ロータス         | 25       | クライマックス 1.5 V8 | D      |
| チーム・ロータス                             | 02  | マイク・スペンス         | ロータス         | 33       | クライマックス 1.5 V8 | D      |
| チーム・ロータス                             | 17  | モイセス・ソラーナ       | ロータス         | 33       | クライマックス 1.5 V8 | D      |
| オーウェン・レーシング・オーガニゼーション   | 03  | グラハム・ヒル           | BRM              | P261     | BRM 1.5 V8            | D      |
| オーウェン・レーシング・オーガニゼーション   | 04  | リッチー・ギンサー       | BRM              | P261     | BRM 1.5 V8            | D      |
| ブラバム・レーシング・オーガニゼーション     | 05  | ジャック・ブラバム       | ブラバム         | BT11     | クライマックス 1.5 V8 | D      |
| ブラバム・レーシング・オーガニゼーション     | 06  | ダン・ガーニー           | ブラバム         | BT7      | クライマックス 1.5 V8 | D      |
| ノース・アメリカン・レーシングチーム         | 07  | ジョン・サーティース     | フェラーリ       | 158      | フェラーリ 1.5 V8     | D      |
| ノース・アメリカン・レーシングチーム         | 08  | ロレンツォ・バンディーニ | フェラーリ       | 1512     | フェラーリ 1.5 B12    | D      |
| ノース・アメリカン・レーシングチーム         | 18  | ペドロ・ロドリゲス       | フェラーリ       | 156 Aero | フェラーリ 1.5 V6     | D      |
| クーパー・カー・カンパニー                   | 09  | ブルース・マクラーレン   | クーパー         | T73      | クライマックス 1.5 V8 | D      |
| クーパー・カー・カンパニー                   | 10  | フィル・ヒル             | クーパー         | T73      | クライマックス 1.5 V8 | D      |
| ブリティッシュ・レーシング・パートナーシップ | 11  | イネス・アイルランド     | BRP              | Mk2      | BRM 1.5 V8            | D      |
| ブリティッシュ・レーシング・パートナーシップ | 12  | トレバー・テイラー       | BRP              | Mk2      | BRM 1.5 V8            | D      |
| レグ・パーネル・レーシング                   | 14  | マイク・ヘイルウッド     | ロータス         | 25       | BRM 1.5 V8            | D      |
| レグ・パーネル・レーシング                   | 15  | クリス・エイモン         | ロータス         | 25       | BRM 1.5 V8            | D      |
| ロブ・ウォーカー・レーシング・チーム         | 16  | ジョー・ボニエ           | ブラバム         | BT7      | クライマックス 1.5 V8 | D      |
| ロブ・ウォーカー・レーシング・チーム         | 22  | ジョー・シフェール       | ブラバム         | BT11     | BRM 1.5 V8            | D      |
| ロブ・ウォーカー・レーシング・チーム         | 23  | ハップ・シャープ         | ブラバム         | BT11     | BRM 1.5 V8            | D      |

注釈
1. 1 2 3 4 5  ジム・クラークとマイク・スペンスは両方の車両をプラクティスセッションで使用した。最初のトレーニングセッションの後、ロータスは車両のナンバーを変更し、ジム・クラークは#1のロータス・33を決勝で使用した。マイク・スペンスは#2のロータス・25を使用した。

## 結果

### 予選
| 順位 | No | ドライバー               | コンストラクター        | タイム  |
| ---- | -- | ------------------------ | ----------------------- | ------- |
| 1    | 1  | ジム・クラーク           | ロータス-クライマックス | 1:57.24 |
| 2    | 6  | ダン・ガーニー           | ブラバム-クライマックス | 1:58.10 |
| 3    | 8  | ロレンツォ・バンディーニ | フェラーリ              | 1:58.60 |
| 4    | 7  | ジョン・サーティース     | フェラーリ              | 1:58.70 |
| 5    | 2  | マイク・スペンス         | ロータス-クライマックス | 1:59.21 |
| 6    | 3  | グラハム・ヒル           | BRM                     | 1:59.80 |
| 7    | 5  | ジャック・ブラバム       | ブラバム-クライマックス | 1:59.99 |
| 8    | 16 | ジョー・ボニエ           | ブラバム-クライマックス | 2:00.17 |
| 9    | 18 | ペドロ・ロドリゲス       | フェラーリ              | 2:00.90 |
| 10   | 9  | ブルース・マクラーレン   | クーパー-クライマックス | 2:01.12 |
| 11   | 4  | リッチー・ギンサー       | BRM                     | 2:01.15 |
| 12   | 15 | クリス・エイモン         | ロータス-BRM            | 2:01.17 |
| 13   | 22 | ジョー・シフェール       | ブラバム-BRM            | 2:01.37 |
| 14   | 17 | モイセス・ソラーナ       | ロータス-クライマックス | 2:01.43 |
| 15   | 10 | フィル・ヒル             | クーパー-クライマックス | 2:02.00 |
| 16   | 11 | イネス・アイルランド     | BRP-BRM                 | 2:02.35 |
| 17   | 14 | マイク・ヘイルウッド     | ロータス-BRM            | 2:04.11 |
| 18   | 12 | トレバー・テイラー       | BRP-BRM                 | 2:04.90 |
| 19   | 23 | ハップ・シャープ         | ブラバム-BRM            | 2:06.90 |

### 決勝
| 順位 | No | ドライバー               | コンストラクター        | 周回 | タイム/リタイア原因   | グリッド | ポイント |
| ---- | -- | ------------------------ | ----------------------- | ---- | --------------------- | -------- | -------- |
| 1    | 6  | ダン・ガーニー           | ブラバム-クライマックス | 65   | 2:09:50.32            | 2        | 9        |
| 2    | 7  | ジョン・サーティース     | フェラーリ              | 65   | + 1:08.94             | 4        | 6        |
| 3    | 8  | ロレンツォ・バンディーニ | フェラーリ              | 65   | + 1:09.63             | 3        | 4        |
| 4    | 2  | マイク・スペンス         | ロータス-クライマックス | 65   | + 1:21.86             | 5        | 3        |
| 5    | 1  | ジム・クラーク           | ロータス-クライマックス | 64   | エンジン/オイルライン | 1        | 2        |
| 6    | 18 | ペドロ・ロドリゲス       | フェラーリ              | 64   | + 1 lap               | 9        | 1        |
| 7    | 9  | ブルース・マクラーレン   | クーパー-クライマックス | 64   | + 1 lap               | 10       |          |
| 8    | 4  | リッチー・ギンサー       | BRM                     | 64   | + 1 lap               | 11       |          |
| 9    | 10 | フィル・ヒル             | クーパー-クライマックス | 63   | エンジン              | 15       |          |
| 10   | 17 | モイセス・ソラーナ       | ロータス-クライマックス | 63   | + 2 laps              | 14       |          |
| 11   | 3  | グラハム・ヒル           | BRM                     | 63   | + 2 laps              | 6        |          |
| 12   | 11 | イネス・アイルランド     | BRP-BRM                 | 61   | + 4 laps              | 16       |          |
| 13   | 23 | ハップ・シャープ         | ブラバム-BRM            | 60   | + 5 laps              | 19       |          |
| Ret  | 15 | クリス・エイモン         | ロータス-BRM            | 46   | ギアボックス          | 12       |          |
| Ret  | 5  | ジャック・ブラバム       | ブラバム-クライマックス | 44   | 電装系                | 7        |          |
| Ret  | 14 | マイク・ヘイルウッド     | ロータス-BRM            | 12   | オーバーヒート        | 17       |          |
| Ret  | 22 | ジョー・シフェール       | ブラバム-BRM            | 11   | 燃料ポンプ            | 13       |          |
| Ret  | 16 | ジョー・ボニエ           | ブラバム-クライマックス | 9    | サスペンション        | 8        |          |
| Ret  | 12 | トレバー・テイラー       | BRP-BRM                 | 6    | オーバーヒート        | 18       |          |

## 注
- 史上初めて3名のイギリス人ドライバーがタイトル獲得の可能性を持ってレースに臨んだ。以下は各ドライバーのタイトル獲得条件。
  - グラハム・ヒル（39ポイント）：
    - 1位
    - 3位かつサーティースが2位以下
    - クラークが2位以下かつサーティースが3位以下

  - ジョン・サーティース（34ポイント）：
    - 1位
    - 2位かつヒルが4位以下

  - ジム・クラーク（30ポイント）
    - 1位かつサーティースが3位以下、ヒルが4位以下

  - ジム・クラークはこの条件を達成する寸前まで行った。彼のエンジンがラストラップでブローしなければ、タイトルを獲得していた。
- もう一つの史上初、3コンストラクターがタイトルを争った。以下はタイトル獲得条件。
  - フェラーリ（43ポイント）：
    - 1位
    - 2位かつBRMの上位が3位以下
    - 上位のロータス-クライマックスが2位以下かつ上位のBRMが3位以下

  - BRM（42ポイント）：
    - 1位

  - ロータス-クライマックス（37ポイント）：
    - 1位かつ上位のフェラーリが3位以下

  - コンストラクターズタイトルも、クラークのエンジンがブローしなければロータス-クライマックスが獲得していた。

## 第10戦終了時点でのランキング
|   | 順位 | ドライバー               | ポイント |
| - | ---- | ------------------------ | -------- |
| 1 | 1    | ジョン・サーティース     | 40       |
| 1 | 2    | グラハム・ヒル           | 39 (41)  |
|   | 3    | ジム・クラーク           | 32       |
| 1 | 4    | ロレンツォ・バンディーニ | 23       |
| 1 | 5    | リッチー・ギンサー       | 23       |

|  | 順位 | コンストラクター        | ポイント |
|  | ---- | ----------------------- | -------- |
|  | 1    | フェラーリ              | 45 (49)  |
|  | 2    | BRM                     | 42 (51)  |
|  | 3    | ロータス-クライマックス | 37 (40)  |
|  | 4    | ブラバム-クライマックス | 30       |
|  | 5    | クーパー-クライマックス | 16       |

- 注：トップ5のみ表示。ベスト6戦のみがカウントされる。ポイントは有効ポイント。括弧内は総獲得ポイント。

## 参照
1. ↑  ヒルはすでに7戦でポイントを獲得していたため、ベスト6戦分がカウントされる。ベスト6戦中オランダグランプリでの4位が最低のため、ポイントを増やすには4位以上に入賞する必要があった。クラーク、サーティースは共に5戦でポイントを獲得していた。